# Molly Seidel
Molly Seidel (ur. 12 lipca 1994 w Hartland) – amerykańska lekkoatletka specjalizująca się w biegach długodystansowych.
W 2021 zdobyła brązowy medal w biegu maratońskim podczas igrzysk olimpijskich w Tokio.
Stawała na podium mistrzostw USA.
Studiowała na Uniwersytecie Notre Dame. Złota medalistka akademickich mistrzostw NCAA.

## Osiągnięcia
| Rok  | Impreza              | Miejsce | Konkurencja | Lokata     | Wynik   |
| ---- | -------------------- | ------- | ----------- | ---------- | ------- |
| 2021 | Igrzyska olimpijskie | Tokio   | maraton     | 3. miejsce | 2:27:46 |

## Rekordy życiowe
- bieg na 10 000 metrów – 32:02,19 (2021)
- półmaraton – 1:08:28 (2021) (Atlanta Motor Speedway)
- maraton – 2:25:13 (2020) (Londyn)